# Medaglie dei campionati mondiali di scherma
In questa pagina sono elencate tutte le medaglie dei Campionati mondiali di scherma, a partire dai Mondiali di Parigi 1937.

## Gare maschili

### Fioretto individuale
| Edizione               | Oro                  | Argento               | Bronzo                              |
| ---------------------- | -------------------- | --------------------- | ----------------------------------- |
| Parigi 1937            | Gustavo Marzi        | Édouard Gardère       | René Lemoine                        |
| Piešťany 1938          | Gioacchino Guaragna  | Giorgio Bocchino      | André Gardère                       |
| Lisbona 1947           | Christian d'Oriola   | Manlio Di Rosa        | Edoardo Mangiarotti                 |
| Il Cairo 1949          | Christian d'Oriola   | Renzo Nostini         | Giuliano Nostini                    |
| Montecarlo 1950        | Renzo Nostini        | Jéhan Buhan           | Jacques Lataste                     |
| Stoccolma 1951         | Manlio Di Rosa       | Edoardo Mangiarotti   | Jéhan Buhan                         |
| Bruxelles 1953         | Christian d'Oriola   | Edoardo Mangiarotti   | Manlio Di Rosa                      |
| Lussemburgo 1954       | Christian d'Oriola   | Edoardo Mangiarotti   | Giancarlo Bergamini                 |
| Roma 1955              | József Gyuricza      | Christian d'Oriola    | Jacques Lataste                     |
| Parigi 1957            | Mihály Fülöp         | Mark Midler           | Allan Jay                           |
| Filadelfia 1958        | Giancarlo Bergamini  | Ferenc Czvikovszky    | Bernard Baudoux                     |
| Budapest 1959          | Allan Jay            | Claude Netter         | Mark Midler                         |
| Torino 1961            | Ryszard Parulski     | Jenő Kamuti           | Mark Midler                         |
| Buenos Aires 1962      | German Svešnikov     | Witold Woyda          | Jürgen Brecht                       |
| Danzica 1963           | Jean-Claude Magnan   | Ryszard Parulski      | Egon Franke                         |
| Parigi 1965            | Jean-Claude Magnan   | Daniel Revenu         | German Svešnikov                    |
| Mosca 1966             | German Svešnikov     | Jean-Claude Magnan    | Viktor Putjatin                     |
| Montréal 1967          | Viktor Putjatin      | Jenő Kamuti           | Bernard Talvard                     |
| L'Avana 1969           | Friedrich Wessel     | Vasyl' Stankovyč      | Ryszard Parulski                    |
| Ankara 1970            | Friedrich Wessel     | Leonid Romanov        | Marek Dąbrowski                     |
| Vienna 1971            | Vasyl' Stankovyč     | Marek Dąbrowski       | Leonid Romanov                      |
| Göteborg 1973          | Christian Noël       | Jurij Čyž             | Jenő Kamuti                         |
| Grenoble 1974          | Aleksandr Roman'kov  | Carlo Montano         | Frédéric Pietruszka                 |
| Budapest 1975          | Christian Noël       | Bernard Talvard       | Vladimir Denisov                    |
| Buenos Aires 1977      | Aleksandr Roman'kov  | Harald Hein           | Carlo Montano                       |
| Amburgo 1978           | Didier Flament       | Aleksandr Roman'kov   | Harald Hein                         |
| Melbourne 1979         | Aleksandr Roman'kov  | Pascal Jolyot         | Fabio Dal Zotto                     |
| Clermont-Ferrand 1981  | Vladimir Smirnov     | Petru Kuki            | Angelo Scuri                        |
| Roma 1982              | Aleksandr Roman'kov  | Mauro Numa            | Federico Cervi                      |
| Vienna 1983            | Aleksandr Roman'kov  | Matthias Gey          | Marian Sypniewski                   |
| Barcellona 1985        | Mauro Numa           | Andrea Cipressa       | Harald Hein                         |
| Sofia 1986             | Andrea Borella       | Tulio Díaz            | Mauro Numa                          |
| Losanna 1987           | Matthias Gey         | Matthias Behr         | Federico Cervi                      |
| Denver 1989            | Alexander Koch       | Philippe Omnès        | Mauro Numa                          |
| Lione 1990             | Philippe Omnès       | Andrea Borella        | Dmitrij Ševčenko                    |
| Budapest 1991          | Ingo Weißenborn      | Thorsten Weidner      | Youssef Hocine Laurent Bel          |
| Essen 1993             | Alexander Koch       | Serhij Holubyc'kyj    | Uwe Römer Philippe Omnès            |
| Atene 1994             | Rolando Tucker       | Alessandro Puccini    | Oscar García Thorsten Weidner       |
| L'Aia 1995             | Dmitrij Ševčenko     | José Francisco Guerra | Elvis Gregory Serhij Holubyc'kyj    |
| Città del Capo 1997    | Serhij Holubyc'kyj   | Kim Yeong-Ho          | Wang Haibin Lionel Plumenail        |
| La Chaux-de-Fonds 1998 | Serhij Holubyc'kyj   | Elvis Gregory         | Piotr Kiełpikowski Salvatore Sanzo  |
| Seul 1999              | Serhij Holubyc'kyj   | Matteo Zennaro        | Wolfgang Wienand Kim Yeong-Ho       |
| Nîmes 2001             | Salvatore Sanzo      | Loïc Attely           | Brice Guyart Franck Boidin          |
| Lisbona 2002           | Simone Vanni         | André Weßels          | Piotr Kiełpikowski Wu Hanxiong      |
| L'Avana 2003           | Peter Joppich        | Simone Vanni          | Andrea Cassarà Brice Guyart         |
| Lipsia 2005            | Salvatore Sanzo      | Liangliang Zhang      | Nicolas Beaudan Andrej Deev         |
| Torino 2006            | Peter Joppich        | Andrea Baldini        | Stefano Barrera Lei Sheng           |
| San Pietroburgo 2007   | Peter Joppich        | Andrea Baldini        | Benjamin Kleibrink Lei Sheng        |
| Antalia 2009           | Andrea Baldini       | Zhu Jun               | Peter Joppich Artëm Sedov           |
| Parigi 2010            | Peter Joppich        | Lei Sheng             | Gerek Meinhardt Yūki Ōta            |
| Catania 2011           | Andrea Cassarà       | Valerio Aspromonte    | Giorgio Avola Victor Sintès         |
| Budapest 2013          | Miles Chamley-Watson | Artur Achmatchuzin    | Rostyslav Hercyk Valerio Aspromonte |
| Kazan' 2014            | Aleksej Čeremisinov  | Ma Jianfei            | Enzo Lefort Timur Safin             |
| Mosca 2015             | Yūki Ōta             | Alexander Massialas   | Artur Achmatchuzin Gerek Meinhardt  |
| Lipsia 2017            | Dmitrij Žerebčenko   | Toshiya Saitō         | Daniele Garozzo Takahiro Shikine    |
| Wuxi 2018              | Alessio Foconi       | Richard Kruse         | Heo Jun Carlos Llavador             |
| Budapest 2019          | Enzo Lefort          | Marcus Mepstead       | Son Young-ki Dmitrij Žerebčenko     |
| Il Cairo 2022          | Enzo Lefort          | Tommaso Marini        | Cheung Ka Long Nick Itkin           |
| Milano 2023            | Tommaso Marini       | Nick Itkin            | Enzo Lefort Kyosuke Matsuyama       |
| Tbilisi 2025           | Ryan Choi Chun-yin   | Kirill Borodačëv      | Gergő Szemes Maxime Pauty           |

- Atleta più premiato: Aleksandr Roman'kov ( Unione Sovietica), 5 , 1
- Nazione più medagliata:  Italia (14 , 17 , 17 )

### Fioretto a squadre
| Edizione               | Oro              | Argento          | Bronzo           |
| ---------------------- | ---------------- | ---------------- | ---------------- |
| Parigi 1937            | Italia           | Francia          | Austria          |
| Piešťany 1938          | Italia           | Francia          | Cecoslovacchia   |
| Lisbona 1947           | Francia          | Italia           | Belgio           |
| Il Cairo 1949          | Italia           | Francia          | Egitto           |
| Montecarlo 1950        | Italia           | Francia          | Egitto           |
| Stoccolma 1951         | Francia          | Italia           | Egitto           |
| Bruxelles 1953         | Francia          | Italia           | Ungheria         |
| Lussemburgo 1954       | Italia           | Francia          | Ungheria         |
| Roma 1955              | Italia           | Ungheria         | Regno Unito      |
| Parigi 1957            | Ungheria         | Francia          | Italia           |
| Filadelfia 1958        | Francia          | Unione Sovietica | Italia           |
| Budapest 1959          | Unione Sovietica | Germania Ovest   | Ungheria         |
| Torino 1961            | Unione Sovietica | Ungheria         | Polonia          |
| Buenos Aires 1962      | Unione Sovietica | Ungheria         | Polonia          |
| Danzica 1963           | Unione Sovietica | Polonia          | Francia          |
| Parigi 1965            | Unione Sovietica | Polonia          | Francia          |
| Mosca 1966             | Unione Sovietica | Ungheria         | Polonia          |
| Montréal 1967          | Romania          | Unione Sovietica | Polonia          |
| L'Avana 1969           | Unione Sovietica | Polonia          | Romania          |
| Ankara 1970            | Unione Sovietica | Ungheria         | Romania          |
| Vienna 1971            | Francia          | Polonia          | Unione Sovietica |
| Göteborg 1973          | Unione Sovietica | Germania Ovest   | Polonia          |
| Grenoble 1974          | Unione Sovietica | Polonia          | Francia          |
| Budapest 1975          | Francia          | Unione Sovietica | Italia           |
| Buenos Aires 1977      | Germania Ovest   | Italia           | Unione Sovietica |
| Amburgo 1978           | Polonia          | Francia          | Unione Sovietica |
| Melbourne 1979         | Unione Sovietica | Italia           | Germania Ovest   |
| Clermont-Ferrand 1981  | Unione Sovietica | Italia           | Germania Ovest   |
| Roma 1982              | Unione Sovietica | Francia          | Italia           |
| Vienna 1983            | Germania Ovest   | Germania Est     | Cuba             |
| Barcellona 1985        | Italia           | Germania Ovest   | Unione Sovietica |
| Sofia 1986             | Italia           | Germania Ovest   | Germania Est     |
| Losanna 1987           | Germania Ovest   | Francia          | Ungheria         |
| Denver 1989            | Unione Sovietica | Germania Ovest   | Francia          |
| Lione 1990             | Italia           | Polonia          | Unione Sovietica |
| Budapest 1991          | Cuba             | Germania         | Francia          |
| Essen 1993             | Germania         | Italia           | Polonia          |
| Atene 1994             | Italia           | Germania         | Cina             |
| L'Aia 1995             | Cuba             | Russia           | Polonia          |
| Città del Capo 1997    | Francia          | Cuba             | Italia           |
| La Chaux-de-Fonds 1998 | Polonia          | Francia          | Corea del Sud    |
| Seul 1999              | Francia          | Cina             | Polonia          |
| Nîmes 2001             | Francia          | Polonia          | Cuba             |
| Lisbona 2002           | Germania         | Francia          | Spagna           |
| L'Avana 2003           | Italia           | Cina             | Germania         |
| Lipsia 2005            | Francia          | Italia           | Germania         |
| Torino 2006            | Francia          | Germania         | Italia           |
| San Pietroburgo 2007   | Francia          | Germania         | Corea del Sud    |
| Pechino 2008           | Italia           | Germania         | Polonia          |
| Antalia 2009           | Italia           | Germania         | Russia           |
| Parigi 2010            | Cina             | Italia           | Giappone         |
| Catania 2011           | Cina             | Francia          | Germania         |
| Budapest 2013          | Italia           | Stati Uniti      | Russia           |
| Kazan' 2014            | Francia          | Cina             | Italia           |
| Mosca 2015             | Italia           | Russia           | Cina             |
| Lipsia 2017            | Italia           | Stati Uniti      | Francia          |
| Wuxi 2018              | Italia           | Stati Uniti      | Russia           |
| Budapest 2019          | Stati Uniti      | Francia          | Italia           |
| Il Cairo 2022          | Italia           | Stati Uniti      | Francia          |
| Milano 2023            | Giappone         | Cina             | Hong Kong        |
| Tbilisi 2025           | Italia           | Stati Uniti      | Ungheria         |

- Paese più premiato:  Italia (19 , 9 , 8 )

### Spada individuale
| Edizione               | Oro                 | Argento             | Bronzo                                   |
| ---------------------- | ------------------- | ------------------- | ---------------------------------------- |
| Parigi 1937            | Bernard Schmetz     | Jacques Coutrot     | Raymond Stasse                           |
| Piešťany 1938          | Michel Pécheux      | Edoardo Mangiarotti | Bernard Schmetz                          |
| Lisbona 1947           | Édouard Artigas     | Bengt Ljungquist    | Raoul Henkaert                           |
| Il Cairo 1949          | Dario Mangiarotti   | René Bougnol        | Per Carleson                             |
| Montecarlo 1950        | Mogens Lüchow       | Carl Forssell       | Dario Mangiarotti                        |
| Stoccolma 1951         | Edoardo Mangiarotti | Carlo Pavesi        | Sven Fahlman                             |
| Bruxelles 1953         | József Sákovics     | Barnabás Berzsenyi  | Fiorenzo Marini                          |
| Lussemburgo 1954       | Edoardo Mangiarotti | Carlo Pavesi        | Franco Bertinetti                        |
| Roma 1955              | Giorgio Anglesio    | Franco Bertinetti   | Carlo Pavesi                             |
| Parigi 1957            | Armand Mouyal       | Gurgy Baranyi       | Franco Bertinetti                        |
| Filadelfia 1958        | Bill Hoskyns        | Edoardo Mangiarotti | Arnol'd Černuševič                       |
| Budapest 1959          | Bruno Habārovs      | Allan Jay           | Giuseppe Delfino                         |
| Torino 1961            | Jacques Guittet     | Hans Lagerwall      | Tamás Gábor                              |
| Buenos Aires 1962      | István Kausz        | Tamás Gábor         | Yves Dreyfus                             |
| Danzica 1963           | Roland Losert       | Yves Dreyfus        | Guram Kostava                            |
| Parigi 1965            | Zoltán Nemere       | Bill Hoskyns        | Guram Kostava                            |
| Mosca 1966             | Aleksej Nikančikov  | Claude Bourquard    | Bogdan Gonsior                           |
| Montréal 1967          | Aleksej Nikančikov  | Grigorij Kriss      | Rudolf Trost                             |
| L'Avana 1969           | Bohdan Andrzejewski | Aleksej Nikančikov  | Carl von Essen                           |
| Ankara 1970            | Aleksej Nikančikov  | Sergej Paramonov    | Csaba Fenyvesi                           |
| Vienna 1971            | Grigorij Kriss      | Nicola Granieri     | Rolf Edling                              |
| Göteborg 1973          | Rolf Edling         | Hans Jacobson       | John Pezza                               |
| Grenoble 1974          | Rolf Edling         | Jacques Brodin      | Boris Lukomskij                          |
| Budapest 1975          | Alexander Pusch     | Boris Lukomskij     | István Osztrics                          |
| Buenos Aires 1977      | Johan Harmenberg    | Rolf Edling         | Patrice Gaille                           |
| Amburgo 1978           | Alexander Pusch     | Philippe Riboud     | Hans Jacobson                            |
| Melbourne 1979         | Philippe Riboud     | Ernő Kolczonay      | Leszek Swornowski                        |
| Clermont-Ferrand 1981  | Zoltán Székely      | Aleksandr Možaev    | Elmar Borrmann                           |
| Roma 1982              | Jenő Pap            | Philippe Riboud     | Ernő Kolczonay                           |
| Vienna 1983            | Elmar Borrmann      | Daniel Giger        | Angelo Mazzoni                           |
| Barcellona 1985        | Philippe Boisse     | Jaroslav Jurka      | Philippe Riboud                          |
| Sofia 1986             | Philippe Riboud     | Miklós Bodoczy      | Olivier Lenglet                          |
| Losanna 1987           | Volker Fischer      | Andrej Šuvalov      | Wilfredo Loyola                          |
| Denver 1989            | Manuel Pereira      | Sandro Cuomo        | Pavel Kolobkov                           |
| Lione 1990             | Thomas Gerull       | Angelo Mazzoni      | Arnd Schmitt                             |
| Budapest 1991          | Andrej Šuvalov      | Robert Felisiak     | Sergej Kostarev Iván Kovács              |
| Essen 1993             | Pavel Kolobkov      | Arnd Schmitt        | Fernando de la Peña y Olivas Iván Kovács |
| Atene 1994             | Pavel Kolobkov      | Olivier Jaquet      | Arnd Schmitt Jean-Michel Henry           |
| L'Aia 1995             | Éric Srecki         | Robert Leroux       | Sandro Cuomo Mauricio Rivas              |
| Città del Capo 1997    | Éric Srecki         | Pavel Kolobkov      | Robert Leroux Robert Andrzejuk           |
| La Chaux-de-Fonds 1998 | Hugues Obry         | Péter Vánky         | Carlos Pedroso Attila Fekete             |
| Seul 1999              | Arnd Schmitt        | Péter Vánky         | Kaido Kaaberma Pavel Kolobkov            |
| Nîmes 2001             | Paolo Milanoli      | Basil Hoffmann      | Fabrice Jeannet Oliver Lücke             |
| Lisbona 2002           | Pavel Kolobkov      | Fabrice Jeannet     | Gu Gyo-Dong Vitalij Zacharov             |
| L'Avana 2003           | Fabrice Jeannet     | Maksym Chvorost     | Ulrich Robeiri Vitalij Zacharov          |
| Lipsia 2005            | Pavel Kolobkov      | Fabrice Jeannet     | Bas Verwijlen Claus Mørch                |
| Torino 2006            | Wang Lei            | Joaquim Videira     | Sven Järve Igor' Tichomirov              |
| San Pietroburgo 2007   | Krisztián Kulcsár   | Érik Boisse         | Diego Confalonieri Jérôme Jeannet        |
| Antalia 2009           | Anton Avdeev        | Matteo Tagliariol   | José Luis Abajo Jérôme Jeannet           |
| Parigi 2010            | Nikolai Novosjolov  | Gauthier Grumier    | Gábor Boczkó Jean-Michel Lucenay         |
| Catania 2011           | Paolo Pizzo         | Bas Verwijlen       | Fabian Kauter Park Kyoung-Doo            |
| Budapest 2013          | Nikolai Novosjolov  | Rubén Limardo       | Fabian Kauter Pavel Suchov               |
| Kazan' 2014            | Ulrich Robeiri      | Park Kyoung-doo     | Gauthier Grumier Enrico Garozzo          |
| Mosca 2015             | Géza Imre           | Gauthier Grumier    | Patrick Jørgensen Jung Seung-hwa         |
| Lipsia 2017            | Paolo Pizzo         | Nikolai Novosjolov  | Richard Schmidt András Rédli             |
| Wuxi 2018              | Yannick Borel       | Rubén Limardo       | Bohdan Nikišyn Roman Svičkar             |
| Budapest 2019          | Gergely Siklósi     | Sergej Bida         | Andrea Santarelli Ihor Rejzlin           |
| Il Cairo 2022          | Romain Cannone      | Kazuyasu Minobe     | Neisser Loyola Ihor Rejzlin              |
| Milano 2023            | Máté Tamás Koch     | Davide Di Veroli    | Romain Cannone Ruslan Kurbanov           |
| Tbilisi 2025           | Kōki Kanō           | Gergely Siklósi     | Masaru Yamada Nikita Koshman             |

- Atleta più premiato: Pavel Kolobkov ( Unione Sovietica- Russia), 4 , 1 , 2
- Nazione più medagliata:  Francia (15 , 13 , 13 )

### Spada a squadre
| Edizione               | Oro              | Argento          | Bronzo           |
| ---------------------- | ---------------- | ---------------- | ---------------- |
| Parigi 1937            | Italia           | Francia          | Svezia           |
| Piešťany 1938          | Francia          | Svezia           | Italia           |
| Lisbona 1947           | Francia          | Svezia           | Italia           |
| Il Cairo 1949          | Italia           | Svezia           | Egitto           |
| Montecarlo 1950        | Italia           | Francia          | Svezia           |
| Stoccolma 1951         | Francia          | Italia           | Svezia           |
| Bruxelles 1953         | Italia           | Francia          | Svizzera         |
| Lussemburgo 1954       | Italia           | Svezia           | Francia          |
| Roma 1955              | Italia           | Francia          | Ungheria         |
| Parigi 1957            | Italia           | Ungheria         | Regno Unito      |
| Filadelfia 1958        | Italia           | Ungheria         | Francia          |
| Budapest 1959          | Ungheria         | Unione Sovietica | Francia          |
| Torino 1961            | Unione Sovietica | Francia          | Svezia           |
| Buenos Aires 1962      | Francia          | Svezia           | Unione Sovietica |
| Danzica 1963           | Polonia          | Francia          | Ungheria         |
| Parigi 1965            | Francia          | Regno Unito      | Unione Sovietica |
| Mosca 1966             | Francia          | Unione Sovietica | Svezia           |
| Montréal 1967          | Unione Sovietica | Francia          | Ungheria         |
| L'Avana 1969           | Unione Sovietica | Ungheria         | Svezia           |
| Ankara 1970            | Ungheria         | Polonia          | Svizzera         |
| Vienna 1971            | Ungheria         | Unione Sovietica | Svezia           |
| Göteborg 1973          | Germania Ovest   | Ungheria         | Unione Sovietica |
| Grenoble 1974          | Svezia           | Germania Ovest   | Ungheria         |
| Budapest 1975          | Svezia           | Germania Ovest   | Ungheria         |
| Buenos Aires 1977      | Svezia           | Svizzera         | Unione Sovietica |
| Amburgo 1978           | Ungheria         | Unione Sovietica | Svezia           |
| Melbourne 1979         | Unione Sovietica | Germania Ovest   | Svizzera         |
| Clermont-Ferrand 1981  | Unione Sovietica | Svizzera         | Ungheria         |
| Roma 1982              | Francia          | Svizzera         | Ungheria         |
| Vienna 1983            | Francia          | Germania Ovest   | Italia           |
| Barcellona 1985        | Germania Ovest   | Italia           | Unione Sovietica |
| Sofia 1986             | Germania Ovest   | Unione Sovietica | Italia           |
| Losanna 1987           | Unione Sovietica | Germania Ovest   | Francia          |
| Denver 1989            | Italia           | Germania Ovest   | Cuba             |
| Lione 1990             | Italia           | Francia          | Unione Sovietica |
| Budapest 1991          | Unione Sovietica | Francia          | Germania         |
| Essen 1993             | Italia           | Francia          | Germania         |
| Atene 1994             | Francia          | Germania         | Corea del Sud    |
| L'Aia 1995             | Germania         | Francia          | Ungheria         |
| Città del Capo 1997    | Cuba             | Germania         | Italia           |
| La Chaux-de-Fonds 1998 | Ungheria         | Francia          | Russia           |
| Seul 1999              | Francia          | Germania         | Cuba             |
| Nîmes 2001             | Ungheria         | Estonia          | Francia          |
| Lisbona 2002           | Francia          | Russia           | Corea del Sud    |
| L'Avana 2003           | Russia           | Germania         | Svezia           |
| Lipsia 2005            | Francia          | Germania         | Ucraina          |
| Torino 2006            | Francia          | Spagna           | Ucraina          |
| San Pietroburgo 2007   | Francia          | Italia           | Ungheria         |
| Antalia 2009           | Francia          | Ungheria         | Polonia          |
| Parigi 2010            | Francia          | Stati Uniti      | Ungheria         |
| Catania 2011           | Francia          | Ungheria         | Svizzera         |
| Kiev 2012              | Stati Uniti      | Francia          | Ungheria         |
| Budapest 2013          | Ungheria         | Ucraina          | Francia          |
| Kazan' 2014            | Francia          | Corea del Sud    | Svizzera         |
| Mosca 2015             | Ucraina          | Corea del Sud    | Svizzera         |
| Lipsia 2017            | Francia          | Svizzera         | Russia           |
| Wuxi 2018              | Svizzera         | Corea del Sud    | Russia           |
| Budapest 2019          | Francia          | Ucraina          | Svizzera         |
| Il Cairo 2022          | Francia          | Italia           | Giappone         |
| Milano 2023            | Italia           | Francia          | Venezuela        |
| Tbilisi 2025           |                  |                  |                  |

- Paese più premiato:  Francia (21 , 14 , 6 )

### Sciabola individuale
| Edizione               | Oro                  | Argento                | Bronzo                                 |
| ---------------------- | -------------------- | ---------------------- | -------------------------------------- |
| Parigi 1937            | Pál Kovács           | Tibor Berczelly        | László Rajcsányi                       |
| Piešťany 1938          | Aldo Montano         | Aldo Masciotta         | Giuseppe Perenno                       |
| Lisbona 1947           | Aldo Montano         | Georges de Bourguignon | Gastone Darè                           |
| Il Cairo 1949          | Gastone Darè         | Giorgio Pellini        | Vincenzo Pinton                        |
| Montecarlo 1950        | Jean Levavasseur     | Vincenzo Pinton        | Gastone Darè                           |
| Stoccolma 1951         | Aladár Gerevich      | Pál Kovács             | Gastone Darè                           |
| Bruxelles 1953         | Pál Kovács           | Aladár Gerevich        | Rudolf Kárpáti                         |
| Lussemburgo 1954       | Rudolf Kárpáti       | Pál Kovács             | Tibor Berczelly                        |
| Roma 1955              | Aladár Gerevich      | Rudolf Kárpáti         | Renzo Nostini                          |
| Parigi 1957            | Jerzy Pawłowski      | Rudolf Kárpáti         | Tamás Mendelényi                       |
| Filadelfia 1958        | Jakov Ryl'skij       | David Tyšler           | Jerzy Twardokens                       |
| Budapest 1959          | Rudolf Kárpáti       | Tamás Mendelényi       | Jerzy Pawłowski                        |
| Torino 1961            | Jakov Ryl'skij       | Emil Ochyra            | Wojciech Zabłocki                      |
| Buenos Aires 1962      | Zoltán Horváth       | Jerzy Pawłowski        | Claude Arabo                           |
| Danzica 1963           | Jakov Ryl'skij       | Jerzy Pawłowski        | Wladimiro Calarese                     |
| Parigi 1965            | Jerzy Pawłowski      | Miklós Meszéna         | Zoltán Horváth                         |
| Mosca 1966             | Jerzy Pawłowski      | Tibor Pézsa            | Zoltán Horváth                         |
| Montréal 1967          | Mark Rakita          | Jerzy Pawłowski        | Tibor Pézsa                            |
| L'Avana 1969           | Viktor Sidjak        | János Kalmár           | Péter Bakonyi                          |
| Ankara 1970            | Tibor Pézsa          | Mark Rakita            | Vladimir Nazlymov                      |
| Vienna 1971            | Michele Maffei       | Jerzy Pawłowski        | Viktor Sidjak                          |
| Göteborg 1973          | Mario Aldo Montano   | Viktor Sidjak          | Vladimir Nazlymov                      |
| Grenoble 1974          | Mario Aldo Montano   | Viktor Krovopuskov     | Viktor Sidjak                          |
| Budapest 1975          | Vladimir Nazlymov    | Jacek Bierkowski       | Péter Marót                            |
| Buenos Aires 1977      | Pál Gerevich         | Vladimir Nazlymov      | Angelo Arcidiacono                     |
| Amburgo 1978           | Viktor Krovopuskov   | Michail Burcev         | Michele Maffei                         |
| Melbourne 1979         | Vladimir Nazlymov    | Viktor Krovopuskov     | Michail Burcev                         |
| Clermont-Ferrand 1981  | Dariusz Wódke        | Imre Gedővári          | Michele Maffei                         |
| Roma 1982              | Viktor Krovopuskov   | Andrej Alšan           | Imre Gedővári                          |
| Vienna 1983            | Vasil Etropolski     | Gianfranco Dalla Barba | Hristo Etropolski                      |
| Barcellona 1985        | György Nébald        | Hristo Etropolski      | Vasil Etropolski                       |
| Sofia 1986             | Sergej Mindirgasov   | Imre Bujdosó           | Jean-François Lamour                   |
| Losanna 1987           | Jean-François Lamour | György Nébald          | Robert Kościelniakowski                |
| Denver 1989            | Grigorij Kirienko    | Jarosław Koniusz       | Felix Becker                           |
| Lione 1990             | György Nébald        | Georgij Pogosov        | Tonhi Terenzi                          |
| Budapest 1991          | Grigorij Kirienko    | Péter Abay             | Vadim Gutcajt György Nébald            |
| Essen 1993             | Grigorij Kirienko    | Bence Szabó            | Steffen Wiesinger Tonhi Terenzi        |
| Atene 1994             | Felix Becker         | Stanislav Pozdnjakov   | Bence Szabó Grigorij Kirienko          |
| L'Aia 1995             | Grigorij Kirienko    | Felix Becker           | Luigi Tarantino Tonhi Terenzi          |
| Città del Capo 1997    | Stanislav Pozdnjakov | Luigi Tarantino        | Damien Touya Rafał Sznajder            |
| La Chaux-de-Fonds 1998 | Luigi Tarantino      | Raffaello Caserta      | Fernando Medina Sergej Šarikov         |
| Seul 1999              | Damien Touya         | Stanislav Pozdnjakov   | Jean-Philippe Daurelle Luigi Tarantino |
| Nîmes 2001             | Stanislav Pozdnjakov | Julien Pillet          | Mathieu Gourdain Rafał Sznajder        |
| Lisbona 2002           | Stanislav Pozdnjakov | Julien Pillet          | Mihai Covaliu Luigi Tarantino          |
| L'Avana 2003           | Volodymyr Lukašenko  | Mihai Covaliu          | Domonkos Ferjancsik Aldo Montano       |
| Lipsia 2005            | Mihai Covaliu        | Stanislav Pozdnjakov   | Oleh Šturbabin Aleksej Jakimenko       |
| Torino 2006            | Stanislav Pozdnjakov | Zsolt Nemcsik          | Aleksej Frosin Won Woo-young           |
| San Pietroburgo 2007   | Stanislav Pozdnjakov | Aldo Montano           | Nicolas Limbach Eun Seok Oh            |
| Antalia 2009           | Nicolas Limbach      | Rareș Dumitrescu       | Tamas Decsi Luigi Tarantino            |
| Parigi 2010            | Won Woo-young        | Nicolas Limbach        | Cosmin Hănceanu Veniamin Rešetnikov    |
| Catania 2011           | Aldo Montano         | Nicolas Limbach        | Luigi Tarantino Gu Bon-Gil             |
| Budapest 2013          | Veniamin Rešetnikov  | Nikolaj Kovalëv        | Tiberiu Dolniceanu Áron Szilágyi       |
| Kazan' 2014            | Nikolaj Kovalëv      | Gu Bon-gil             | Tiberiu Dolniceanu Aleksej Jakimenko   |
| Mosca 2015             | Aleksej Jakimenko    | Daryl Homer            | Tiberiu Dolniceanu Max Hartung         |
| Lipsia 2017            | András Szatmári      | Gu Bon-gil             | Kamil' Ibragimov Vincent Anstett       |
| Wuxi 2018              | Kim Jung-hwan        | Eli Dershwitz          | Kamil' Ibragimov Kim Jun-ho            |
| Budapest 2019          | Oh Sang-uk           | András Szatmári        | Mojtaba Abedini Luca Curatoli          |
| Il Cairo 2022          | Áron Szilágyi        | Maxime Pianfetti       | Iulian Teodosiu Sandro Bazadze         |
| Milano 2023            | Eli Dershwitz        | Sandro Bazadze         | Áron Szilágyi Ziad El-Sissy            |
| Tbilisi 2025           | Sandro Bazadze       | Jean-Philippe Patrice  | Ahmed Hesham Luca Curatoli             |

- Atleta più premiato: Stanislav Pozdnjakov ( Russia), 5 , 3
- Nazione più medagliata:  Ungheria (13 , 17 , 16 )

### Sciabola a squadre
| Edizione               | Oro              | Argento          | Bronzo           |
| ---------------------- | ---------------- | ---------------- | ---------------- |
| Parigi 1937            | Ungheria         | Italia           | Germania         |
| Piešťany 1938          | Italia           | Francia          | Paesi Bassi      |
| Lisbona 1947           | Italia           | Belgio           | Egitto           |
| Il Cairo 1949          | Italia           | Francia          | Egitto           |
| Montecarlo 1950        | Italia           | Francia          | Egitto           |
| Stoccolma 1951         | Ungheria         | Italia           | Belgio           |
| Bruxelles 1953         | Ungheria         | Italia           | Polonia          |
| Lussemburgo 1954       | Ungheria         | Polonia          | Francia          |
| Roma 1955              | Ungheria         | Italia           | Unione Sovietica |
| Parigi 1957            | Ungheria         | Unione Sovietica | Polonia          |
| Filadelfia 1958        | Ungheria         | Unione Sovietica | Polonia          |
| Budapest 1959          | Polonia          | Ungheria         | Unione Sovietica |
| Torino 1961            | Polonia          | Unione Sovietica | Ungheria         |
| Buenos Aires 1962      | Polonia          | Ungheria         | Unione Sovietica |
| Danzica 1963           | Polonia          | Unione Sovietica | Ungheria         |
| Parigi 1965            | Unione Sovietica | Italia           | Francia          |
| Mosca 1966             | Ungheria         | Unione Sovietica | Francia          |
| Montréal 1967          | Unione Sovietica | Ungheria         | Francia          |
| L'Avana 1969           | Unione Sovietica | Polonia          | Ungheria         |
| Ankara 1970            | Unione Sovietica | Ungheria         | Polonia          |
| Vienna 1971            | Unione Sovietica | Ungheria         | Italia           |
| Göteborg 1973          | Ungheria         | Unione Sovietica | Italia           |
| Grenoble 1974          | Unione Sovietica | Romania          | Italia           |
| Budapest 1975          | Unione Sovietica | Ungheria         | Romania          |
| Buenos Aires 1977      | Unione Sovietica | Romania          | Ungheria         |
| Amburgo 1978           | Ungheria         | Unione Sovietica | Italia           |
| Melbourne 1979         | Unione Sovietica | Italia           | Polonia          |
| Clermont-Ferrand 1981  | Ungheria         | Unione Sovietica | Polonia          |
| Roma 1982              | Ungheria         | Italia           | Unione Sovietica |
| Vienna 1983            | Unione Sovietica | Ungheria         | Italia           |
| Barcellona 1985        | Unione Sovietica | Bulgaria         | Ungheria         |
| Sofia 1986             | Unione Sovietica | Polonia          | Bulgaria         |
| Losanna 1987           | Unione Sovietica | Bulgaria         | Francia          |
| Denver 1989            | Unione Sovietica | Germania Ovest   | Francia          |
| Lione 1990             | Unione Sovietica | Ungheria         | Germania         |
| Budapest 1991          | Ungheria         | Unione Sovietica | Germania         |
| Essen 1993             | Ungheria         | Italia           | Germania         |
| Atene 1994             | Russia           | Ungheria         | Romania          |
| L'Aia 1995             | Italia           | Russia           | Ungheria         |
| Città del Capo 1997    | Francia          | Russia           | Ungheria         |
| La Chaux-de-Fonds 1998 | Ungheria         | Francia          | Polonia          |
| Seul 1999              | Francia          | Polonia          | Russia           |
| Nîmes 2001             | Russia           | Ungheria         | Romania          |
| Lisbona 2002           | Russia           | Italia           | Germania         |
| L'Avana 2003           | Russia           | Ungheria         | Ucraina          |
| Lipsia 2005            | Russia           | Italia           | Francia          |
| Torino 2006            | Francia          | Ucraina          | Russia           |
| San Pietroburgo 2007   | Ungheria         | Francia          | Italia           |
| Antalia 2009           | Romania          | Italia           | Ungheria         |
| Parigi 2010            | Russia           | Italia           | Romania          |
| Catania 2011           | Russia           | Bielorussia      | Italia           |
| Budapest 2013          | Russia           | Romania          | Corea del Sud    |
| Kazan' 2014            | Germania         | Corea del Sud    | Ungheria         |
| Mosca 2015             | Italia           | Russia           | Germania         |
| Rio 2016               | Russia           | Ungheria         | Romania          |
| Lipsia 2017            | Corea del Sud    | Ungheria         | Italia           |
| Wuxi 2018              | Corea del Sud    | Italia           | Ungheria         |
| Budapest 2019          | Corea del Sud    | Ungheria         | Italia           |
| Il Cairo 2022          | Corea del Sud    | Ungheria         | Italia           |
| Milano 2023            | Ungheria         | Corea del Sud    | Stati Uniti      |
| Tbilisi 2025           | Italia           | Ungheria         | Romania          |

- Paese più premiato:  Ungheria (17 , 15 , 10 )

## Gare femminili

### Fioretto individuale
| Edizione               | Oro                         | Argento                 | Bronzo                                |
| ---------------------- | --------------------------- | ----------------------- | ------------------------------------- |
| Parigi 1937            | Helene Mayer                | Ilona Elek              | Ellen Preis                           |
| Piešťany 1938          | Marie Šedivá                | Carmen Slabochová       | Jenny Addams                          |
| Lisbona 1947           | Ellen Preis                 | Silvia Strukel          | Louisette Malherbaud                  |
| Il Cairo 1949          | Ellen Preis                 | Karen Lachmann          | Jacqueline Baudot                     |
| Montecarlo 1950        | Ellen Preis                 | Renée Garilhe           | Friedrieke Filz                       |
| Stoccolma 1951         | Ilona Elek                  | Karen Lachmann          | Magdolna Nyári                        |
| Bruxelles 1953         | Irene Camber                | Renée Garilhe           | Ilse Keydel                           |
| Lussemburgo 1954       | Karen Lachmann              | Ilona Elek              | Renée Garilhe                         |
| Roma 1955              | Lídia Dömölky-Sákovics      | Bruna Colombetti        | Ilona Elek                            |
| Parigi 1957            | Aleksandra Zabelina         | Heidi Schmid            | Irene Camber                          |
| Filadelfia 1958        | Valentina Rastvorova        | Ėmma Efimova            | Ildikó Rejtő                          |
| Budapest 1959          | Ėmma Efimova                | Galina Gorochova        | Tat'jana Petrenko-Samusenko           |
| Torino 1961            | Heidi Schmid                | Aleksandra Zabelina     | Valentina Rastvorova                  |
| Buenos Aires 1962      | Olga Orban-Szabo            | Galina Gorochova        | Katalin Juhász-Nagy                   |
| Danzica 1963           | Ildikó Rejtő                | Lídia Dömölky-Sákovics  | Katalin Juhász-Nagy                   |
| Parigi 1965            | Galina Gorochova            | Olga Orban-Szabo        | Valentina Prudskova                   |
| Mosca 1966             | Tat'jana Petrenko-Samusenko | Aleksandra Zabelina     | Galina Gorochova                      |
| Montréal 1967          | Aleksandra Zabelina         | Antonella Ragno-Lonzi   | Ildikó Farkasinszky-Bóbis             |
| L'Avana 1969           | Elena Novikova-Belova       | Ileana Drîmbă           | Svetlana Čirkova                      |
| Ankara 1970            | Galina Gorochova            | Elena Novikova-Belova   | Olga Szabo                            |
| Vienna 1971            | Marie-Chantal Demaille      | Ildikó Rejtő            | Ana Pascu                             |
| Göteborg 1973          | Valentina Nikonova          | Ildikó Schwarczenberger | Ildikó Rejtő                          |
| Grenoble 1974          | Ildikó Farkasinszky-Bóbis   | Ildikó Schwarczenberger | Nailja Giljazova                      |
| Budapest 1975          | Ecaterina Iencic-Stahl      | Ol'ga Knjazeva          | Ildikó Farkasinszky-Bóbis             |
| Buenos Aires 1977      | Valentina Sidorova          | Elena Novikova-Belova   | Ildikó Farkasinszky-Bóbis             |
| Amburgo 1978           | Valentina Sidorova          | Katarína Ráczová        | Cornelia Hanisch                      |
| Melbourne 1979         | Cornelia Hanisch            | Valentina Sidorova      | Ildikó Schwarczenberger               |
| Clermont-Ferrand 1981  | Cornelia Hanisch            | Jujie Luan              | Dorina Vaccaroni                      |
| Roma 1982              | Nailja Giljazova            | Dorina Vaccaroni        | Mandy Niklaus                         |
| Vienna 1983            | Dorina Vaccaroni            | Carola Cicconetti       | Jujie Luan                            |
| Barcellona 1985        | Cornelia Hanisch            | Sabine Bischoff         | Pascale Trinquet                      |
| Sofia 1986             | Anja Fichtel                | Sabine Bau              | Ol'ga Voščakina                       |
| Losanna 1987           | Elisabeta Guzganu-Tufan     | Zita-Eva Funkenhauser   | Jujie Luan                            |
| Denver 1989            | Ol'ga Veličko               | Anja Fichtel            | Zita-Eva Funkenhauser                 |
| Lione 1990             | Anja Fichtel                | Giovanna Trillini       | Ol'ga Veličko                         |
| Budapest 1991          | Giovanna Trillini           | Claudia Grigorescu      | Sabine Bau Tat'jana Sadovskaja        |
| Essen 1993             | Francesca Bortolozzi        | Aida Mohamed            | Zita-Eva Funkenhauser Simone Bauer    |
| Atene 1994             | Zsofia Lazăr-Szabo          | Valentina Vezzali       | Francesca Bortolozzi Laurence Modaine |
| L'Aia 1995             | Laura Badea                 | Giovanna Trillini       | Valentina Vezzali Diana Bianchedi     |
| Città del Capo 1997    | Giovanna Trillini           | Sabine Bau              | Monika Weber Diana Bianchedi          |
| La Chaux-de-Fonds 1998 | Sabine Bau                  | Svetlana Bojko          | Giovanna Trillini Valentina Vezzali   |
| Seul 1999              | Valentina Vezzali           | Sabine Bau              | Svetlana Bojko Iris Zimmermann        |
| Nîmes 2001             | Valentina Vezzali           | Sabine Bau              | Roxana Scarlat Ekaterina Juševa       |
| Lisbona 2002           | Svetlana Bojko              | Ekaterina Juševa        | Edina Knapek Aida Mohamed             |
| L'Avana 2003           | Valentina Vezzali           | Sylwia Gruchała         | Aida Mohamed Roxana Scarlat           |
| Lipsia 2005            | Valentina Vezzali           | Anja Müller             | Edina Knapek Adeline Wuillème         |
| Torino 2006            | Margherita Granbassi        | Valentina Vezzali       | Giovanna Trillini Aida Mohamed        |
| San Pietroburgo 2007   | Valentina Vezzali           | Margherita Granbassi    | Giovanna Trillini Aida Mohamed        |
| Antalia 2009           | Aida Šanaeva                | Jeon Hee-Sok            | Elisa Di Francisca Arianna Errigo     |
| Parigi 2010            | Elisa Di Francisca          | Arianna Errigo          | Nam Hyun-hee Valentina Vezzali        |
| Catania 2011           | Valentina Vezzali           | Elisa Di Francisca      | Lee Kiefer Nam Hyun-hee               |
| Budapest 2013          | Arianna Errigo              | Carolin Golubytskyi     | Inna Deriglazova Elisa Di Francisca   |
| Kazan' 2014            | Arianna Errigo              | Martina Batini          | Valentina Vezzali Inès Boubakri       |
| Mosca 2015             | Inna Deriglazova            | Aida Šanaeva            | Arianna Errigo Nzingha Prescod        |
| Lipsia 2017            | Inna Deriglazova            | Alice Volpi             | Arianna Errigo Ysaora Thibus          |
| Wuxi 2018              | Alice Volpi                 | Ysaora Thibus           | Arianna Errigo Inès Boubakri          |
| Budapest 2019          | Inna Deriglazova            | Pauline Ranvier         | Arianna Errigo Elisa Di Francisca     |
| Il Cairo 2022          | Ysaora Thibus               | Arianna Errigo          | Lee Kiefer Maria Boldor               |
| Milano 2023            | Alice Volpi                 | Arianna Errigo          | Martina Favaretto Lee Kiefer          |
| Tbilisi 2025           | Lee Kiefer                  | Pauline Ranvier         | Martina Favaretto Anna Cristino       |

- Atleta più premiata: Valentina Vezzali ( Italia), 6 , 2 , 4
- Nazione più medagliata:  Italia (17 , 16 , 23 )

### Fioretto a squadre
| Edizione               | Oro              | Argento          | Bronzo           |
| ---------------------- | ---------------- | ---------------- | ---------------- |
| Parigi 1937            | Ungheria         | Germania         | Danimarca        |
| Lisbona 1947           | Danimarca        | Francia          | Italia           |
| L'Aia 1948             | Danimarca        | Ungheria         | Francia          |
| Montecarlo 1950        | Francia          | Danimarca        | Regno Unito      |
| Stoccolma 1951         | Francia          | Ungheria         | Danimarca        |
| Copenaghen 1952        | Ungheria         | Francia          | Italia           |
| Bruxelles 1953         | Ungheria         | Francia          | Italia           |
| Lussemburgo 1954       | Ungheria         | Italia           | Francia          |
| Roma 1955              | Ungheria         | Francia          | Italia           |
| Londra 1956            | Unione Sovietica | Francia          | Ungheria         |
| Parigi 1957            | Italia           | Germania Ovest   | Austria          |
| Filadelfia 1958        | Unione Sovietica | Germania Ovest   | Francia          |
| Budapest 1959          | Ungheria         | Unione Sovietica | Germania Ovest   |
| Torino 1961            | Unione Sovietica | Ungheria         | Romania          |
| Buenos Aires 1962      | Ungheria         | Unione Sovietica | Italia           |
| Danzica 1963           | Unione Sovietica | Ungheria         | Italia           |
| Parigi 1965            | Unione Sovietica | Romania          | Italia           |
| Mosca 1966             | Unione Sovietica | Ungheria         | Francia          |
| Montréal 1967          | Ungheria         | Unione Sovietica | Romania          |
| L'Avana 1969           | Romania          | Unione Sovietica | Ungheria         |
| Ankara 1970            | Unione Sovietica | Romania          | Francia          |
| Vienna 1971            | Unione Sovietica | Ungheria         | Polonia          |
| Göteborg 1973          | Ungheria         | Unione Sovietica | Romania          |
| Grenoble 1974          | Unione Sovietica | Ungheria         | Romania          |
| Budapest 1975          | Unione Sovietica | Ungheria         | Romania          |
| Buenos Aires 1977      | Unione Sovietica | Germania Ovest   | Romania          |
| Amburgo 1978           | Unione Sovietica | Polonia          | Romania          |
| Melbourne 1979         | Unione Sovietica | Ungheria         | Germania Ovest   |
| Clermont-Ferrand 1981  | Unione Sovietica | Germania Ovest   | Ungheria         |
| Roma 1982              | Italia           | Ungheria         | Germania Ovest   |
| Vienna 1983            | Italia           | Germania Ovest   | Ungheria         |
| Barcellona 1985        | Germania Ovest   | Ungheria         | Unione Sovietica |
| Sofia 1986             | Unione Sovietica | Italia           | Germania Ovest   |
| Losanna 1987           | Ungheria         | Romania          | Italia           |
| Denver 1989            | Germania Ovest   | Unione Sovietica | Italia           |
| Lione 1990             | Italia           | Unione Sovietica | Cina             |
| Budapest 1991          | Italia           | Unione Sovietica | Germania         |
| Essen 1993             | Germania         | Romania          | Italia           |
| Atene 1994             | Romania          | Italia           | Ungheria         |
| L'Aia 1995             | Italia           | Romania          | Germania         |
| Città del Capo 1997    | Italia           | Romania          | Germania         |
| La Chaux de Fonds 1998 | Italia           | Romania          | Polonia          |
| Seul 1999              | Germania         | Polonia          | Cina             |
| Nîmes 2001             | Italia           | Russia           | Stati Uniti      |
| Lisbona 2002           | Russia           | Polonia          | Romania          |
| L'Avana 2003           | Polonia          | Russia           | Romania          |
| New York 2004          | Italia           | Romania          | Polonia          |
| Lipsia 2005            | Corea del Sud    | Romania          | Francia          |
| Torino 2006            | Russia           | Italia           | Corea del Sud    |
| San Pietroburgo 2007   | Polonia          | Russia           | Giappone         |
| Antalia 2009           | Italia           | Russia           | Germania         |
| Parigi 2010            | Italia           | Polonia          | Corea del Sud    |
| Catania 2011           | Russia           | Italia           | Corea del Sud    |
| Budapest 2013          | Italia           | Francia          | Russia           |
| Kazan' 2014            | Italia           | Russia           | Francia          |
| Mosca 2015             | Italia           | Russia           | Francia          |
| Rio 2016               | Russia           | Italia           | Francia          |
| Lipsia 2017            | Italia           | Stati Uniti      | Russia           |
| Wuxi 2018              | Stati Uniti      | Italia           | Francia          |
| Budapest 2019          | Russia           | Italia           | Stati Uniti      |
| Il Cairo 2022          | Italia           | Stati Uniti      | Giappone         |
| Milano 2023            | Italia           | Francia          | Giappone         |
| Tbilisi 2025           | Stati Uniti      | Francia          | Italia           |

- Paese più premiato:  Italia (18 , 8 , 11 ).

### Spada individuale
| Edizione               | Oro                       | Argento                | Bronzo                                 |
| ---------------------- | ------------------------- | ---------------------- | -------------------------------------- |
| Orleans 1988           | Brigitte Benon            | Sophie Moressée-Pichot | Ninni Eglén                            |
| Denver 1989            | Anja Straub               | Ute Schäper            | Annalisa Coltorti                      |
| Lione 1990             | Taymi Chappé              | Diána Eöri             | Marija Mazina                          |
| Budapest 1991          | Mariann Horváth           | Eva-Maria Ittner       | Marina Várkonyi Oksana Ermakova        |
| L'Avana 1992           | Mariann Horváth           | Sophie Moressée        | Pernette Osinga Marija Mazina          |
| Essen 1993             | Oksana Ermakova           | Laura Chiesa           | Sophie Moressée Helena Elinder         |
| Atene 1994             | Laura Chiesa              | Katja Nass             | Corinna Panzeri Minna Lehtola          |
| L'Aia 1995             | Joanna Jakimiuk           | Gyöngyi Szalay         | Laura Flessel Sophie Moressée          |
| Città del Capo 1997    | Mirayda García            | Zuleydis Ortiz         | Gyöngyi Szalay Taymi Chappé            |
| La Chaux de Fonds 1998 | Laura Flessel             | Denise Holzkamp        | Hajnalka Tóth Gyöngyi Szalay           |
| Seul 1999              | Laura Flessel-Colovic     | Diana Romagnoli        | Ildikó Mincza Mirayda García           |
| Nîmes 2001             | Claudia Bokel             | Laura Flessel-Colovic  | Maria Isaksson Gianna Hablützel-Bürki  |
| Lisbona 2002           | Hyun Hee                  | Imke Duplitzer         | Ana Maria Brânză Britta Heidemann      |
| L'Avana 2003           | Natalija Konrad           | Maureen Nisima         | Cristiana Cascioli Na Li               |
| Lipsia 2005            | Danuta Dmowska            | Maarika Võsu           | Laura Flessel-Colovic Sherraine Schalm |
| Torino 2006            | Tímea Nagy                | Irina Embrich          | Laura Flessel Emese Szász              |
| San Pietroburgo 2007   | Britta Heidemann          | Na Li                  | Irina Embrich Maureen Nisima           |
| Antalia 2009           | Ljubov' Šutova            | Sherraine Schalm       | Anfisa Počkalova Sonja Tol             |
| Parigi 2010            | Maureen Nisima            | Emese Szász            | Tat'jana Logunova Nathalie Moellhausen |
| Catania 2011           | Na Li                     | Sun Yujie              | Ana Maria Brânză Anca Măroiu           |
| Budapest 2013          | Julia Beljajeva           | Anna Sivkova           | Emese Szász Britta Heidemann           |
| Kazan' 2014            | Rossella Fiamingo         | Britta Heidemann       | Jana Šemjakina Erika Kirpu             |
| Mosca 2015             | Rossella Fiamingo         | Emma Samuelsson        | Xu Anqi Sarra Besbes                   |
| Lipsia 2017            | Tat'jana Gudkova          | Ewa Nelip              | Julia Beljajeva Olena Kryvyc'ka        |
| Wuxi 2018              | Mara Navarria             | Ana Maria Popescu      | Courtney Hurley Laura Staelhi          |
| Budapest 2019          | Nathalie Moellhausen      | Lin Sheng              | Kong Man Wai Vivian Olena Kryvyc'ka    |
| Il Cairo 2022          | Song Se-ra                | Alexandra Ndolo        | Rossella Fiamingo Kong Man Wai Vivian  |
| Milano 2023            | Marie-Florence Candassamy | Alberta Santuccio      | Mara Navarria Sun Yiwen                |
| Tbilisi 2025           | Vlada Char'kova           | Katrina Lehis          | Irina Embrich Song Se-ra               |

- Atleta più premiato: Laura Flessel ( Francia), 2 , 1 , 3
- Nazione più medagliata:  Francia (5 , 4 , 6 )

### Spada a squadre
| Edizione               | Oro            | Argento                     | Bronzo           |
| ---------------------- | -------------- | --------------------------- | ---------------- |
| Orleans 1988           | Germania Ovest | Francia                     | Italia           |
| Denver 1989            | Ungheria       | Italia                      | Svizzera         |
| Lione 1990             | Germania       | Ungheria                    | Italia           |
| Budapest 1991          | Ungheria       | Francia                     | Unione Sovietica |
| L'Avana 1992           | Ungheria       | Germania                    | Italia           |
| Essen 1993             | Ungheria       | Germania                    | Ucraina          |
| Atene 1994             | Spagna         | Ungheria                    | Polonia          |
| L'Aia 1995             | Ungheria       | Francia                     | Estonia          |
| Città del Capo 1997    | Ungheria       | Germania                    | Francia          |
| La Chaux de Fonds 1998 | Francia        | Cuba                        | Ucraina          |
| Seul 1999              | Ungheria       | Cina                        | Germania         |
| Nîmes 2001             | Russia         | Svizzera                    | Italia           |
| Lisbona 2002           | Ungheria       | Estonia                     | Cina             |
| L'Avana 2003           | Russia         | Germania                    | Ungheria         |
| Lipsia 2005            | Francia        | Ungheria                    | Germania         |
| Torino 2006            | Cina           | Francia                     | Germania         |
| San Pietroburgo 2007   | Francia        | Russia                      | Germania         |
| Pechino 2008           | Francia        | Cina                        | Germania         |
| Antalia 2009           | Italia         | Polonia                     | Germania         |
| Parigi 2010            | Romania        | Germania                    | Corea del Sud    |
| Catania 2011           | Romania        | Cina                        | Italia           |
| Budapest 2013          | Russia         | Cina                        | Romania          |
| Kazan' 2014            | Russia         | Estonia                     | Italia           |
| Mosca 2015             | Cina           | Romania                     | Ucraina          |
| Lipsia 2017            | Estonia        | Cina                        | Polonia          |
| Wuxi 2018              | Stati Uniti    | Corea del Sud               | Cina             |
| Budapest 2019          | Cina           | Russia                      | Italia           |
| Il Cairo 2022          | Corea del Sud  | Italia                      | Polonia          |
| Milano 2023            | Polonia        | Italia                      | Corea del Sud    |
| Tbilisi 2025           | Francia        | Atleti Individuali Neutrali | Corea del Sud    |

- Paese più premiato:  Ungheria (8 , 3 , 1 )

### Sciabola individuale
| Edizione             | Oro                | Argento             | Bronzo                             |
| -------------------- | ------------------ | ------------------- | ---------------------------------- |
| Seul 1999            | Elena Zhemaeva     | Ilaria Bianco       | Ève Pouteil-Noble Anna Ferraro     |
| Budapest 2000        | Elena Zhemaeva     | Ilaria Bianco       | Sandra Benad Anne-Lise Touya       |
| Nîmes 2001           | Anne-Lise Touya    | Ilaria Bianco       | Elena Zhemaeva Gioia Marzocca      |
| Lisbona 2002         | Tan Xue            | Elena Zhemaeva      | Elena Nečaeva Cécile Argiolas      |
| L'Avana 2003         | Dorina Mihai       | Tan Xue             | Gioia Marzocca Aleksandra Socha    |
| Lipsia 2005          | Anne-Lise Touya    | Sof'ja Velikaja     | Ilaria Bianco Alessandra Lucchino  |
| Torino 2006          | Rebecca Ward       | Mariel Zagunis      | Kim Hye Lim Sada Jacobson          |
| San Pietroburgo 2007 | Elena Nečaeva      | Tan Xue             | Bogna Jóźwiak Gioia Marzocca       |
| Antalia 2009         | Mariel Zagunis     | Ol'ha Charlan       | Carole Vergne Orsolya Nagy         |
| Parigi 2010          | Mariel Zagunis     | Ol'ha Charlan       | Olena Chomrova Sof'ja Velikaja     |
| Catania 2011         | Sof'ja Velikaja    | Mariel Zagunis      | Julija Gavrilova Ol'ha Charlan     |
| Budapest 2013        | Ol'ha Charlan      | Ekaterina D'jačenko | Irene Vecchi Kim Ji-yeon           |
| Kazan' 2014          | Ol'ha Charlan      | Mariel Zagunis      | Jana Egorjan Ekaterina D'jačenko   |
| Mosca 2015           | Sof'ja Velikaja    | Cécilia Berder      | Shen Chen Anna Márton              |
| Lipsia 2017          | Ol'ha Charlan      | Azza Besbes         | Irene Vecchi Cécilia Berder        |
| Wuxi 2018            | Sofija Pozdnjakova | Sof'ja Velikaja     | Anne-Elizabeth Stone Jana Egorjan  |
| Budapest 2019        | Ol'ha Charlan      | Sof'ja Velikaja     | Theodora Gkountoura Bianca Pascu   |
| Il Cairo 2022        | Misaki Emura       | Anna Bashta         | Araceli Navarro Despina Georgiadou |
| Milano 2023          | Misaki Emura       | Despina Georgiadou  | Theodora Gkountoura Yoana Ilieva   |
| Tbilisi 2025         | Yana Egorian       | Zuzanna Cieślar     | Pan Qimiao Alina Komashchuk        |

- Atleta più premiata: Ol'ha Charlan ( Ucraina), 4 , 2 , 1
- Nazione più medagliata:  Russia (4 , 4 , 6 )

### Sciabola a squadre
| Edizione             | Oro         | Argento       | Bronzo        |
| -------------------- | ----------- | ------------- | ------------- |
| Seul 1999            | Italia      | Francia       | Azerbaigian   |
| Budapest 2000        | Stati Uniti | Italia        | Francia       |
| Nîmes 2001           | Russia      | Romania       | Germania      |
| Lisbona 2002         | Russia      | Ungheria      | Azerbaigian   |
| L'Avana 2003         | Italia      | Cina          | Azerbaigian   |
| New York 2004        | Russia      | Stati Uniti   | Francia       |
| Lipsia 2005          | Stati Uniti | Russia        | Ungheria      |
| Torino 2006          | Francia     | Stati Uniti   | Russia        |
| San Pietroburgo 2007 | Francia     | Ucraina       | Russia        |
| Antalia 2009         | Ucraina     | Francia       | Cina          |
| Parigi 2010          | Russia      | Ucraina       | Francia       |
| Catania 2011         | Russia      | Ucraina       | Stati Uniti   |
| Kiev 2012            | Russia      | Ucraina       | Stati Uniti   |
| Budapest 2013        | Ucraina     | Russia        | Stati Uniti   |
| Kazan' 2014          | Stati Uniti | Francia       | Ucraina       |
| Mosca 2015           | Russia      | Ucraina       | Stati Uniti   |
| Lipsia 2017          | Italia      | Corea del Sud | Francia       |
| Wuxi 2018            | Francia     | Russia        | Corea del Sud |
| Budapest 2019        | Russia      | Francia       | Corea del Sud |
| Il Cairo 2022        | Ungheria    | Francia       | Giappone      |
| Milano 2023          | Ungheria    | Francia       | Corea del Sud |
| Tbilisi 2025         |             |               |               |

- Paese più premiato:  Russia (8 , 3 , 2 )